# Fabien Bertrand
Pour les articles homonymes, voir Bertrand.
Fabien Bertrand, né le 4 mai 1971 à Bourg-Saint-Maurice, est un skieur acrobatique français. Spécialiste du ski de bosses, il fut vice-champion du Monde en 1993 (Altenmarkt Autriche) et 5ème en 1995 (La Clusaz France). Il remporta également 2 épreuves de Coupe du Monde. En ski de bosses, il fut entraineur de l'Equipe de France Coupe d'Europe de 1999 à 2001, entraineur de l'Equipe nationale Suisse en 2002 pour finir entraineur et chef de l'Equipe de France de 2003 à 2010. Depuis 2012, il est directeur du Ski Freestyle pour la Fédération Française de Ski et manage 4 disciplines Olympiques : Le ski de bosses, le Skicross, Le Half Pipe et le Slope Style. 

## Palmarès

### Championnats du monde de ski acrobatique
- Championnats du monde de ski acrobatique de 1993 à Altenmarkt-Zauchensee (Allemagne) :
  -  Médaille d'argent en bosses.

### Coupe du monde de ski acrobatique
- Meilleur classement général : 32e en 1993.
- Meilleur classement en bosses : 9e en 1993.
- Meilleur classement en bosses en parallèle : 9e en 1996.
- 2 podiums dont 2 victoires dans les épreuves de coupe du monde.